# Nothing Safe: Best of the Box
Nothing Safe: Best of the Box es un álbum recopilatorio de grandes éxitos de la banda de grunge estadounidense Alice in Chains lanzado el 29 de junio de 1999 por Columbia Records. Este álbum es el primer recopilatario del grupo y contiene canciones de sus discos previos Facelift, Sap, Dirt, Jar of Flies, Alice in Chains y Unplugged. Cuenta también con la canción "Get Born Again" no lanzada con anterioridad. "Nothing Safe: Best of the Box" fue certificado como disco de Platino por la RIAA.

## Lista de canciones
1. "Get Born Again" (Cantrell/Staley) – 5:26
2. "We Die Young" Demo (Cantrell) – 2:28
3. "Man in the Box" (Cantrell/Kinney/Staley/Starr) – 4:46
4. "Them Bones" (Cantrell) – 2:30
5. "Iron Gland" (Cantrell) – 0:43
6. "Angry Chair" (Staley) – 4:46
7. "Down in a Hole" (Cantrell) – 5:37
8. "Rooster" [en vivo] (Cantrell) – 6:46
9. "Got Me Wrong" Unplugged (Cantrell) – 4:24
10. "No Excuses" (Cantrell) – 4:15
11. "I Stay Away" (Cantrell/Inez/Staley) – 4:14
12. "What the Hell Have I" (Cantrell) – 3:57
13. "Grind" (Cantrell) – 4:44
14. "Again" (Cantrell/Staley) – 4:04
15. "Would?" (Cantrell) – 3:28

## Posición en listas de éxito

### Álbum
| Lista (1999)               | Posición |
| -------------------------- | -------- |
| US Billboard 200           | 20       |
| Top de Álbumes en Internet | 17       |

### Sencillo
| Sencillo         | Lista (1999)              | Posición |
| ---------------- | ------------------------- | -------- |
| "Get Born Again" | US Mainstream Rock Tracks | 4        |
| "Get Born Again" | US Modern Rock Tracks     | 12       |